# Armand Le Moal
Armand Le Moal (Bénodet, 15 de março de 1913 — Bénodet, 27 de julho de 1999) foi um ciclista francês, que competiu como profissional entre 1939 e 1947. Ele terminou em último lugar no Tour de France 1939.